# Qualtrics
Qualtrics ist ein US-amerikanisches Softwareunternehmen spezialisiert auf Enterprise Feedback Management. Von 2018 bis 2023 gehörte es zum deutschen Softwarekonzern SAP. Nach eigenen Angaben wurde Qualtrics-Software 2020 weltweit von über 16.000 Firmenkunden verwendet.

## Geschichte
Das Unternehmen wurde 2002 von Scott M. Smith, Ryan Smith, Jared Smith und Stuart Orgill gegründet. Sitz des Unternehmens ist Provo im amerikanischen Bundesstaat Utah.
Im November 2018 wurde Qualtrics von SAP für acht Milliarden US-Dollar erworben. Von Januar bis September 2020 erwirtschafteten die 3300 Mitarbeiter von Qualtrics einen Umsatz von 550 Millionen US-Dollar. Der Nettoverlust in diesem Zeitraum betrug 258 Millionen US-Dollar. Ende Dezember 2020 reichte SAP bei der US-Börsenaufsichtsbehörde SEC-Unterlagen für einen Börsengang ein. Laut der Pflichtmitteilung soll eine Aktie zwischen 20 und 24 US-Dollar kosten. Nachdem im Jahr 2021 der Börsengang erfolgt war, verkaufte SAP im Juni 2023 alle Anteile an Silver Lake und CPP Investment Board (Investmentmanager des größten kanadischen Pensionsfonds). Der Handel mit Qualtrics-Stammaktien an der NASDAQ-Börse wurde eingestellt.